# Catering

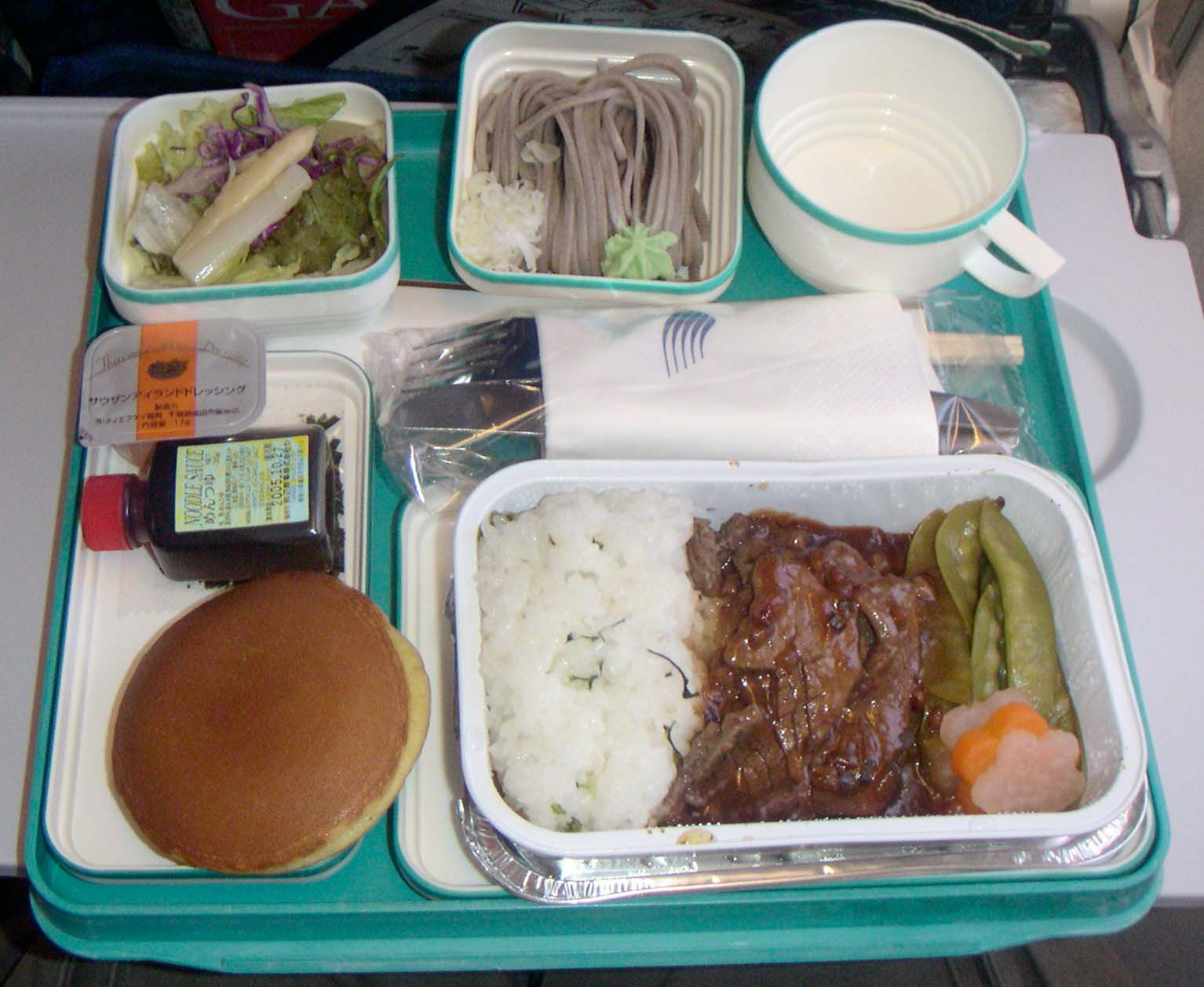
Mittagsmahl in der Economy class eines Flugzeugs

Catering (englisch to cater ‚Lebensmittel liefern‘, ‚jemanden verpflegen‘) ist eine Bezeichnung für die professionelle Bereitstellung von Speisen und Getränken als Dienstleistung an einem beliebigen Ort. Der Leistungsumfang des Caterer genannten Dienstleisters kann sich dabei von der Anlieferung der vorproduzierten Speisen bis zum Aufbau eines temporären Gastronomiebetriebs erstrecken.
Eine spezielle Form ist das Non-Food-Catering, mit dem die Vermietung von Ausstattungsgegenständen für ein Catering-Event beschrieben wird.
Die Versorgung von Kantinen, Schulen und Mensen gehört ebenfalls zum Catering, wird aber auch als Gemeinschaftsverpflegung bezeichnet. Historisch begegnet man auch der Bezeichnung Stadtküche.
zum Berufsbild siehe: Betriebswirt für Catering und Verpflegung

## Geschäftsfelder
Geschäftsfelder sind unter anderem die Versorgung von Kantinen und Großküchen, die Verpflegung bei Großveranstaltungen (event catering) sowie das Anbieten eines Partyservice. Weitere Tätigkeitsbereiche sind bei Fluggesellschaften (Flugzeugessen), in Zugrestaurants oder Angebote wie Essen auf Rädern.

### Care-Catering
Care-Catering nennen sich Verpflegungsbetriebe im Gesundheitswesen, wie zum Beispiel in Kliniken, Krankenhäusern, Altersheimen oder Seniorenresidenzen. Gerade in diesen Bereichen ist das Auslagern von Dienstleistungen wie dem Catering oft Teil des Kostenmanagements, weswegen häufig externe Firmen für die Versorgung mit Nahrungsmitteln herangezogen werden.
Individuelle Krankheitsbilder können spezielle Ernährungsweisen erfordern, von diätetischen Anforderungen bis hin zur Vermeidung von Allergenen. Ansonsten gelten für den Bereich Care-Catering die Anforderungen der Gemeinschaftsverpflegung, vor allem die organisierte, schnelle gleichzeitige Zubereitung großer Mengen von Speisen. Die Deutsche Gesellschaft für Ernährung (DGE) hat einen „Qualitätsstandard für die Verpflegung in Krankenhäusern“ entwickelt. Dies ist der erste bundesweit gültige Standard, der bislang jedoch nicht verpflichtend ist, sondern lediglich eine Empfehlung darstellt.

### Partyservice
Als Partyservice wird eine Dienstleistung bezeichnet, die aus der Lieferung von Speisen und Getränken für Feiern in heimischer Umgebung oder in Geschäftsräumen einer Firma besteht. Diese Dienstleistung kann sich im Zusatzangebot von Gaststätten, Metzgereien oder Großküchen befinden oder durch darauf spezialisierte Unternehmen erbracht werden. Die Leistungen können das Anfertigen einfacher kalter Platten bis hin zu ganzen Menüs, Spanferkel-, Barbecue- oder Hähnchen-Grill samt Besteck- und Geschirrbeistellung umfassen. Die Zubereitung kann auch beim Kunden angeboten werden, dann handelt es sich um den Service eines Mietkochs.

## Anbieter
- Apetito
- Aramark, Sodexo (Kantinen)
- Arena One
- Compass Group
- Dussmann Service
- Do & Co, Selecta, Candrian Catering, SV Group
- Feinkost Käfer (Veranstaltungen)
- Klüh Service Management
- Kofler & Kompanie
- L&D GmbH
- LSG Sky Chefs, Gate Gourmet, Servair (Flugzeug)
- Mitropa (Eisenbahn)
- Ole Plogstedt – Rote Gourmet Fraktion (Tournee-Catering)